# De Korenbloem (Oude-Tonge)
De korenmolen De Korenbloem is een opvallende korenmolen, gelegen aan de Molendijk in Oude-Tonge, in de Nederlandse provincie Zuid-Holland. De molen dateert uit 1748 en verving een eerdere molen op dezelfde plaats. De molen was tot 1952 in bedrijf. Na jarenlang verval is de Korenbloem gerestaureerd en maalvaardig gemaakt. De molen is sinds 1988 eigendom van de Molenstichting Goeree-Overflakkee. In de molen bevindt zich tegenwoordig 1 koppel stenen; oorspronkelijk waren er twee geplaatst.

## Afbeeldingen

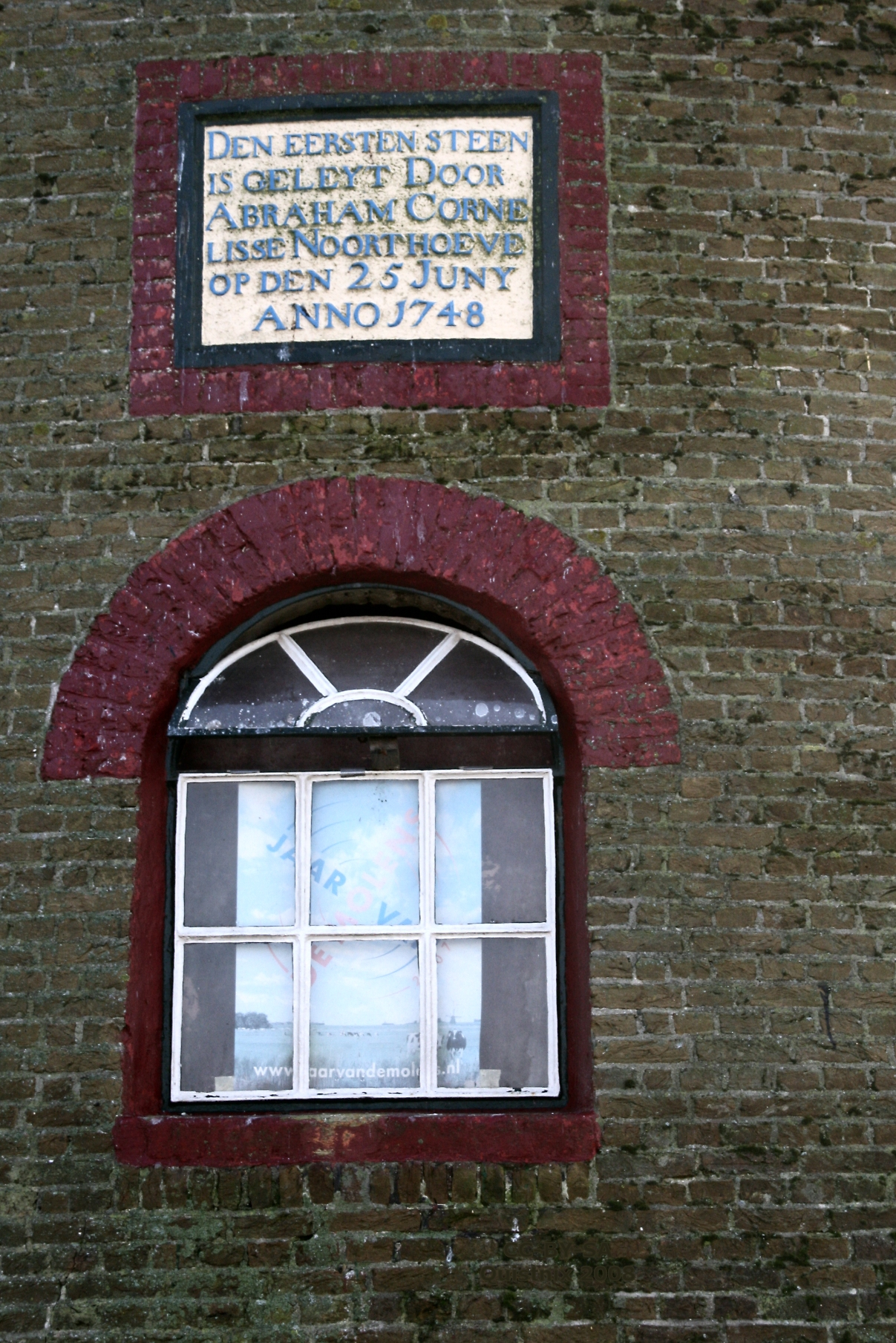
Gedenksteen
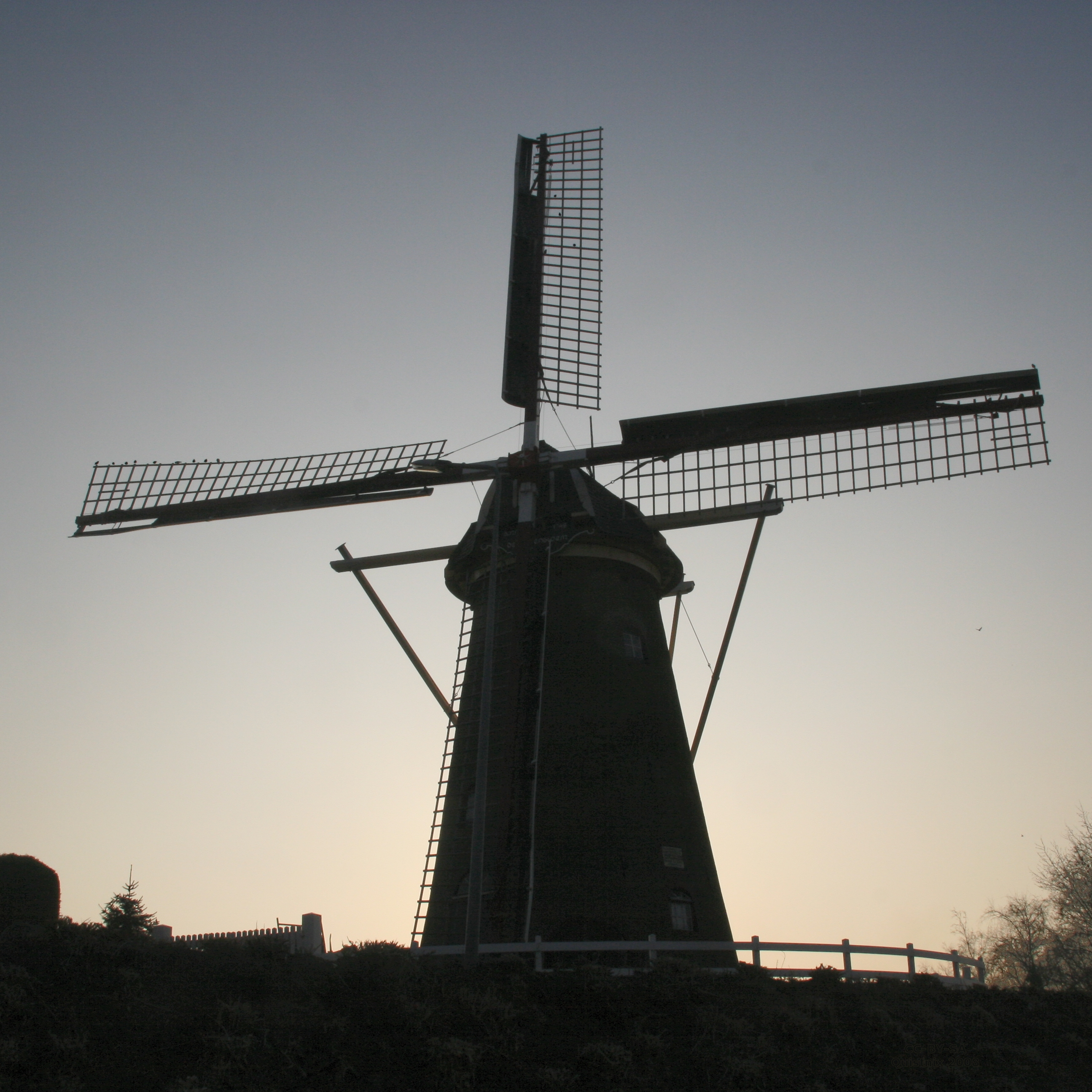
Silhouet van de Korenbloem
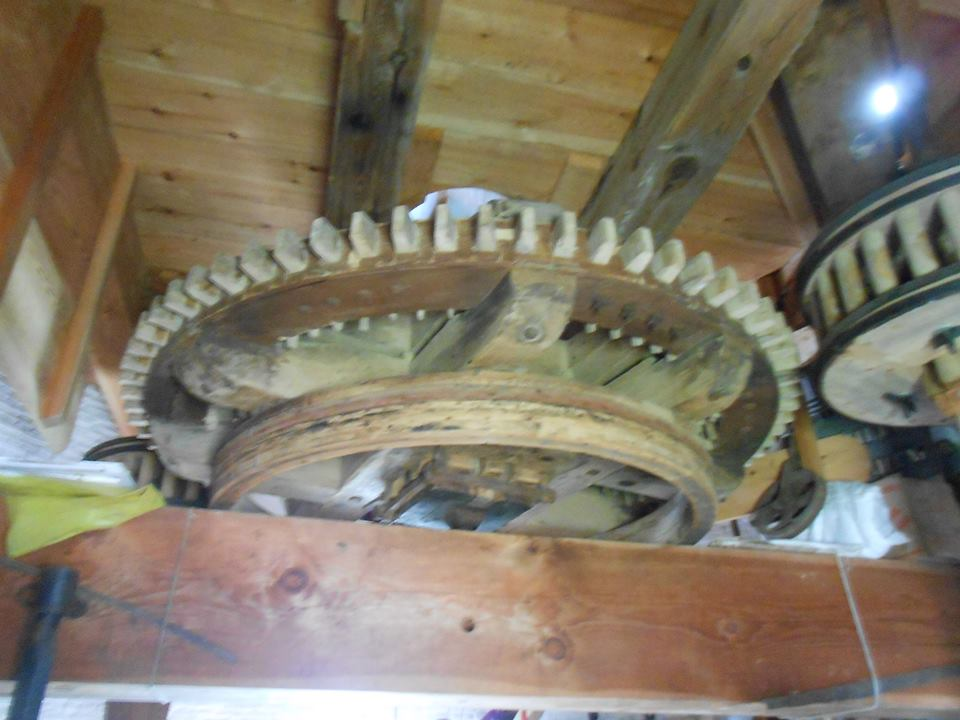
Spoorwiel op de steenzolder
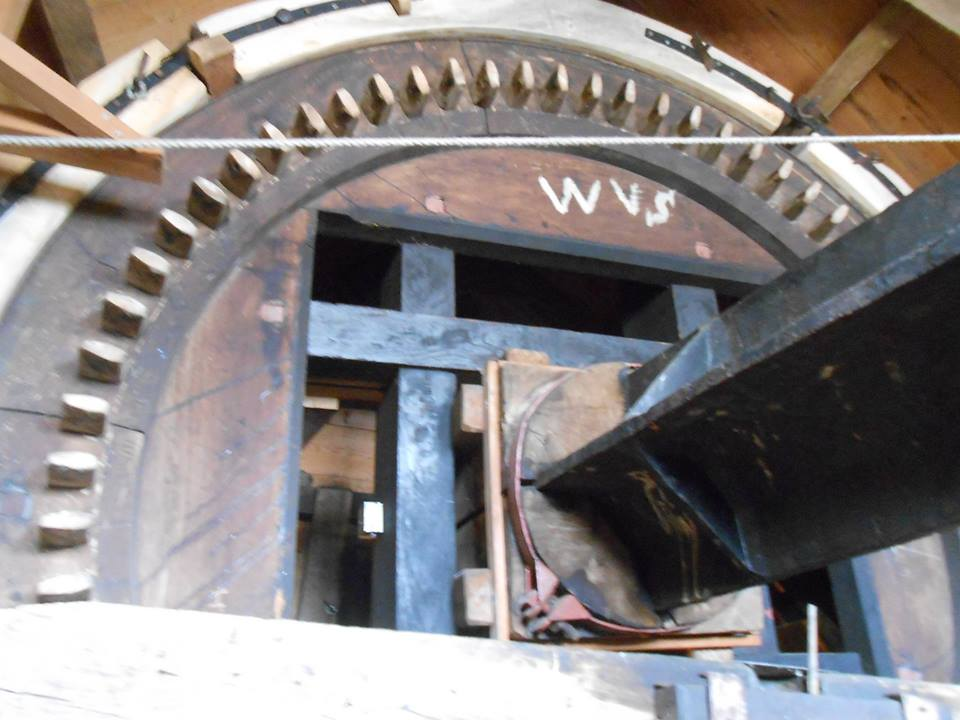
Bovenwiel

De Bommelaer ·
De Dankbaarheid ·
De Eendracht ·
De Hoop ·
De Korenbloem ·
d'Oranjeboom ·
De Korenaar ·
Korenlust ·
De Korenbloem ·
Windlust ·
Windvang ·
De Zwaan

Molenstichting Goeree-Overflakkee